# George Robey
Pour les articles homonymes, voir Robey.
George Robey, né George Edward Wade le 20 septembre 1869 à Kennington et mort le 29 novembre 1954 à Saltdean, est un comédien et chanteur britannique spécialisé dans le music-hall.

## Filmographie partielle
- 1933 : Don Quichotte de Georg Wilhelm Pabst
- 1934 : Chu Chin Chow de Walter Forde : Ali Baba